# Grandeus
Grandeus (801,8 m) – podłużne bezleśne wzniesienie we wsi Łapsze Wyżne w województwie małopolskim, w powiecie nowotarskim, w gminie Łapsze Niżne. Jest najdalej na południe wysuniętym wzniesieniem Pienin Spiskich. W kierunku południowo-zachodnim jego stoki opadają do Trybskiej Przełęczy (745 m) oddzielającej go od Magury Spiskiej wchodzącej w skład Pogórza Spisko-Gubałowskiego. Wzniesieniem Magury Spiskiej położonym najbliżej Trybskiej Przełęczy jest Kuśmierzów Wierch (814 m).
Grandeus znajduje się po północnej stronie zabudowanego obszaru Łapsz Wyżnych. Ma formę grzbietu wydłużonego z zachodu na wschód. Południowe zbocze góry opada do doliny rzeki Łapszanki w Łapszach Wyżnych i dolinki jej dopływu – potoku Śmietaniak. Grandeus ma dwa wierzchołki; zachodni 801,8 m i wschodni 795,2 m. W kierunku północnym do Dursztyna z Grandeusa biegnie pokryty polami uprawnymi grzbiet z wzniesieniami o wysokości 786 i 781 m.
Według niektórych źródeł nazwa wzniesienia pochodzi od mniejszego wierzchołka o wysokości 795 m n.p.m. Zbudowano na nim potężny maszt przekaźnika radiowo-telewizyjnego i telefonii komórkowej. Z Grandeusa można zobaczyć widoki na Tatry oraz na Kuraszowski Wierch (1040 m) w Magurze Spiskiej. Ze strony północnej można dostrzec Gorce, wschodniej – Pieniny z Trzema Koronami.

## Szlak turystyczny
Dursztyn – Wierch Dursztynek – Kalotów Wierch – Grandeus – Łapsze Wyżne. Czas przejścia 45 min, z powrotem 1 h.